# 暗殺の瞬間
『暗殺の瞬間』（あんさつのしゅんかん、Sista Kontraktet）は、1998年のスウェーデンのサスペンス映画。

## ストーリー
警察官のニーマン（ミカエル・パーシュブラント）は勤務中に遭遇した強盗事件で犯人に撃たれ負傷してしまう。療養中に提出しておいた転属願いにより公安部（Rikspolisstyrelsens säkerhetsavdelning：Säpo）に配属され、スウェーデンへの入国者のチェックをしていると既に死亡しているイギリス人の名を騙った入国者を発見した。
パスポートの写真を照会すると、その人物は国際刑事警察機構から手配されている国際的な「暗殺者」（マイケル・キッチン）であることが分かり宿泊先のホテルに向かうものの一足違いで取り逃がしてしまった。その後、街中でニーマンは偶然に暗殺者の姿を見かけ、逗留先を突き止めて監視活動に入ったがその動きから暗殺者の目的は皆目知れなかった。
暗殺者の監視中に王立テニス・スタジアム（Kungliga tennishallen）周辺で姿を見失ってしまった時、同時刻にそこに居たのがオロフ・パルメ首相であることに気づいたニーマンは暗殺者の目的を確信し警告を発した。しかし、何らかの対策が講じられる様子も無く何故かニーマンは任務から外され、共に捜査をしていた同僚も他の部署へと振り向けられてしまう。そして、ニーマン達がそれまで集めた暗殺者に関する証拠物件もいつの間にか消えていた。

## キャスト
- ローゲル・ニーマン：ミカエル・パーシュブラント
- レイ・ランバート（暗殺者）：マイケル・キッチン
- ニーナ・ニーマン：ペルニラ・アウグスト
- ボー・エクマン：レイ・ブリノフソン（Reine Brynolfsson）

### 吹き替え
- ローゲル：井上倫宏
- レイ：菅生隆之
- ニーナ：野沢由香里
- ボッセ：伊藤和晃
- リサ：佐藤しのぶ
- ヘレーネ：相沢恵子
- ランゲ：小山武宏
- トム：青山穣
- その他の声の吹き替え：坂東尚樹／加藤沙織／浅野るり／村井かずさ／高瀬右光／清水敏孝／浜田賢二／土田大

## スタッフ
- 製作：ボルイェ・ハンソン
- 監督：シェル・スンズヴァル（Kjell Sundvall）
- 脚本：マッツ・ハーレン、ボルイェ・ハンソン、ヨーハン・ボガエウス
- 撮影：シェル・ラーゲルース
- 音楽：